# Fernando Augusto Santos e Castro
Fernando Augusto Santos e Castro ComMAI (Funchal, 20 de Julho de 1922 – Lisboa, 10 de Novembro de 1983) foi um engenheiro agrónomo, administrador colonial e político português.

## Biografia
Filho de Francisco Gilberto de Castro e de sua mulher Maria Fernanda Santos e Castro.
A 4 de Julho de 1961 foi feito Comendador da Ordem Civil do Mérito Agrícola e Industrial, Classe Agrícola.
Entre 1970 e 1971 foi o 56.º Presidente da Câmara Municipal de Lisboa, onde hoje existe uma Avenida com o seu nome.
Exerceu o cargo de Alto Comissário e de 120.º Governador-Geral de Angola entre Outubro de 1972 e Maio de 1974, tendo sido antecedido por Camilo Augusto de Miranda Rebocho Vaz e sucedido por Joaquim Franco Pinheiro.

## Casamento e descendência
Casou com Maria Helena Santos Silva de Almeida Ribeiro (Odemira, 15 de Maio de 1925 – Lisboa, 5 de Julho de 1974), filha de Jaime Duarte Silva de Almeida Ribeiro e de sua mulher Judith Santos Silva, com quem teve dois filhos: 
- Fernando Augusto de Almeida Ribeiro e Castro (Lisboa, 31 de Maio de 1952 – Cascais, São Domingos de Rana, 20 de Março de 2014), Engenheiro, Fundador da Associação Portuguesa de Famílias Numerosas, Grande-Oficial da Ordem do Mérito,[6] casado com Maria Leonor Ramos Semião de Almeida (Aljustrel, Aljustrel, 23 de Maio de 1954) e com treze filhos e filhas: Miguel Augusto, Catarina Maria, Filipa Maria, Rodrigo Manuel, João Nuno, Madalena Maria, Maria do Carmo, Marcos Daniel, David Gabriel, Bernardo Rafael, Samuel Francisco, Lourenço Maria e Teresa Maria Ramos e Castro
- José Duarte de Almeida Ribeiro e Castro (Lisboa, São Sebastião da Pedreira, 24 de Dezembro de 1953)